# Myxomolgoides mauritianus
Myxomolgoides mauritianus is een eenoogkreeftjessoort uit de familie van de Sabelliphilidae. De wetenschappelijke naam van de soort is voor het eerst geldig gepubliceerd in 1975 door Humes.